# .ps
.ps is het achtervoegsel van domeinen van websites uit de Palestijnse gebieden.